# Geolycosa gosoga
Geolycosa gosoga är en spindelart som först beskrevs av Chamberlin 1925.  Geolycosa gosoga ingår i släktet Geolycosa och familjen vargspindlar. Inga underarter finns listade i Catalogue of Life.